# 槇原敬之の HITACHI CLOSE TO YOU
『槇原敬之の HITACHI CLOSE TO YOU』（まきはらのりゆき の ひたち クロース・トゥ・ユー）は、TOKYO FM系（JFN）全国ネットで放送されていた日立製作所（HITACHI）一社提供のラジオ番組。

## 詳細
- 『岡村孝子 SUNDAY PICNIC』の後番組として1993年に開始、引き続き日曜日のゾーニング編成『TOKYO FM LOVE STATION』の一翼を担う番組であった。初代は松雪泰子であったが、のちに槇原に交代。番組タイトルはカーペンターズの「CLOSE TO YOU （遙かなる影）」からとったとされ、「CLOSE」は「クロース」と発音していた。
- 見えるラジオがスタートしたとき、スポンサーの日立（カシオ計算機のOEM）の対応受信機をプレゼントしたことがあった。
- スタート当初は日立一社提供番組だったが、後期は日立を含む複数社提供になり、『槇原敬之の CLOSE TO YOU』に変更した。
- 1999年、槇原の不祥事（覚せい剤取締法違反で現行犯逮捕、のちに有罪判決）により打ち切りとなった。
- 後に上原多香子が『上原多香子のクローストゥユー』と、英語表記でないものの同名の番組を同局で開始させている。